# Baureform-Wohnstätte
Die Gemeinnützige Wohnungs- und Siedlungsgenossenschaft „BAUREFORM-WOHNSTÄTTE“ eingetragene Genossenschaft mit beschränkter Haftung (kurz: Baureform-Wohnstätte bzw. BRW) ist ein im Jahr 1910 gegründetes Wohnungsunternehmen mit Sitz in Linz. Sie ist die zweitälteste Wohnungsgesellschaft in Oberösterreich. 1912 wurde in der Linzer Eisenhandstraße 22 das erste Wohnhaus von der Baureform errichtet. Die Baureform beteiligte sich im Jahr 1941 mit 50 % an der Gründung der VLW. 1971 fusionierte die Baureform mit der Genossenschaft Wohnstätte zur Baureform-Wohnstätte. Die Genossenschaft hatte mit Stand 2014 mehr als 20.000 Mitglieder und betreut rund 10.800 Verwaltungseinheiten. Tätigkeitsschwerpunkt ist die Errichtung und Verwaltung von Mietwohnungen, Eigentumswohnungen, Reihenhäusern und Kommunalbauten in Oberösterreich.
Das Unternehmen ist Mitglied des österreichischen Verbands gemeinnütziger Bauvereinigungen.